# Pucuato
Pucuato es una población del municipio de Hidalgo, en el estado mexicano de Michoacán, sobre la carretera 15.ª Mich. Pucuato-San Antonio Villalongín.

## Historia
Pucuato siempre ha sido una pequeña población de pocos habitantes; se empezó a poblar en los años de 1890 llamándose Toriles siendo parte de la hacienda del charro del mismo municipio.
En los años de gobierno del gobernador Lázaro Cárdenas del Río se fundó la presa Pucuato con el fin de ayudar a la agricultura y a la pesca. En el año de 1980 se inauguró el ejido de Pucuato absorbiendo los ranchos de la venta, cuisillos y la ortiga.

## Poblaciones cercanas
Pucuato se encuentra a escasos 80 km al oriente de Morelia. Hacia el este sobre la ruta federal 15 se encuentra a 32 km de Ciudad Hidalgo.

## Educación
Cuenta con la Escuela primaria Francisco I Madero, una telesecundaria sin nombre, el jardín de niños Pucuato y la nueva inauguración de la preparatoria Pucuato (todos públicos).

## Turismo
Es un gran centro ecoturístico ya que cuenta con la sierra de sabaneta con grandes pinos y lo más importante que es la presa Pucuato siendo la principal fuente de turismo.